# Falstaff (Verdi)
Falstaff es una comedia lírica operística en tres actos con música de Giuseppe Verdi y libreto en italiano de Arrigo Boito. Está basada en Las alegres comadres de Windsor y contiene escenas de Enrique IV, ambas obras de William Shakespeare. Su estreno ocurrió el 9 de febrero de 1893 en el Teatro de la Scala de Milán, siendo la última de las grandes óperas bufas italianas.
Fue la última ópera compuesta por Verdi, segunda comedia —la primera fue Un giorno di regno—, y tercer material basado en una obra de Shakespeare —después de Macbeth y Otelo—. La trama gira en torno a los esfuerzos infructruosos del caballero Sir John Fastolf para seducir a dos mujeres casadas, con tal de quedarse con la fortuna de sus maridos.
Aunque Verdi era consciente de que su edad avanzada podría ser un impedimento para componer, lo cierto es que anhelaba volver a escribir una comedia y había quedado satisfecho con el boceto de Boito. En total, él y su equipo de colaboradores estuvieron trabajando durante tres años para completar la ópera. Pese a que en Italia recibieron con entusiasmo la noticia del involucramiento de Verdi en otra ópera, Falstaff no resultó ser tan popular como algunas de las obras anteriores del compositor. La obra quedó en el olvido después de algunas presentaciones en Italia y otros países europeos además de EE. UU., hasta que el director de orquesta Arturo Toscanini la volvió a interpretar tanto en La Scala como en el Metropolitan Opera de Nueva York, a finales de los años noventa del siglo pasado.
Para algunos, era evidente que Falstaff carecía de melodías vigorosas, un rasgo presente en los trabajos predecesores de Verdi, algo con lo que estaba en desacuerdo Toscanini. Otros directores de orquesta que elogiaron la comedia fueron Herbert von Karajan, Georg Solti y Leonard Bernstein. A partir de entonces, la obra forma parte del repertorio estándar de muchas compañías de ópera y ha sido admirada por el público y la crítica debido a su orquestación, libreto e invención melódica.
Tras la primera puesta en escena, Verdi llevó a cabo varios cambios en las melodías, motivo por el cual algunos editores han tenido dificultades para definir cuál es el repertorio definitivo de Falstaff. La primera grabación de la ópera data de 1932, y desde entonces existen varias grabaciones de estudio y en vivo. Algunos intérpretes comúnmente asociados con el protagonista homónimo son Victor Maurel, Mariano Stabile, Giuseppe Valdengo, Tito Gobbi, Geraint Evans, Bryn Terfel y Ambrogio Maestri.

## Composición
En 1889 a Verdi le precedía una trayectoria de más de cincuenta años como compositor de óperas: si bien su repertorio incluía 27 óperas, solo una de ellas era comedia (Un giorno di regno) y se había estrenado en 1840, sin mucho éxito. Gioachino Rossini le comentó en algún momento que pese a que admiraba su trabajo, no consideraba que fuese capaz de escribir una comedia. Verdi rechazó esta percepción y respondió que él podría escribir una comedia pero nadie le habría de dar la oportunidad. Ciertamente algunas de sus óperas trágicas como Un baile de máscaras y La fuerza del destino incluían algunos segmentos cómicos.
A manera de inspiración para su próxima comedia, Verdi tomó en cuenta Don Quijote de la Mancha de Miguel de Cervantes, y las puestas en escena de Carlo Goldoni, Molière y Labiche, sin embargo ninguna encajaba con el concepto que buscaba. El cantante Victor Maurel le envió entonces un libreto francés inspirado en La fierecilla domada, de Shakespeare, el cual resultó del agrado de Verdi pero en su opinión “para lidiar apropiadamente con él necesitas a un Rossini o un Donizetti”. Tras el éxito de Otello, en 1887, Verdi comentó: “después de haber masacrado despiadadamente a tantos héroes y heroínas, por lo menos tengo el derecho de reír un poco”. De manera discreta, le confió su intención de escribir una comedia al autor de Otello, Arrigo Boito, que comenzó a trabajar en el libreto tomando como inspiración a Las alegres comadres de Windsor y Enrique IV. Varios compositores como Carl Ditters von Dittersdorf (1796), Antonio Salieri (1799), Michael William Balfe (1835) y Adolphe Adam (1856) habían intentado agregarle música a esta última producción, sin mucho éxito.

## Historia de las representaciones

Cartel de la primera producción francesa de Falstaff de Giuseppe Verdi.

La primera representación de Falstaff tuvo lugar el 9 de febrero de 1893 en La Scala, Milán con gran éxito. El ilustre barítono francés Victor Maurel, que había creado el papel de Iago en la ópera previa de Verdi, Otello, cantó Falstaff en el estreno.
La reacción del conjunto de los espectadores fue muy favorable, renovando así Verdi su triunfo precedente, Otelo. El estreno tuvo lugar una semana después del éxito considerable la Manon Lescaut de Giacomo Puccini. La primera ópera consiguiente de un joven y prometedor compositor, de un romanticismo fogoso coincide con el canto del cisne firmado por un viejo maestro en plena posesión de sus medios. Así se ve en el mes de febrero de 1893 un "pasarse el testigo" entre el decano y el treintañero. Parte del público quedó confundido por la modernidad de la ópera que contrasta con el estilo más "simple" relativamente de las obras precedentes de Verdi. El hecho de que no hay arias de bravura y de números pudo crear un malestar entre la gente acostumbrada al bel canto más clásico. Los mayores elogios los obtuvo de la crítica. Los músicos suelen reconocer también la ópera como una obra maestra, haciendo especial hincapié en la modernidad, la perfección de la factura y la orquestación.
La primera representación en el extranjero tuvo lugar en Viena, el 21 de mayo de 1893. Hamburgo vio el primer Falstaff el 2 de enero de 1894, dirigida por Gustav Mahler. En el Reino Unido, la ópera se presentó por vez primera en la Royal Opera House, Covent Garden el 19 de mayo de 1894 con Arturo Pessina en el rol titular, mientras que el estreno en los Estados Unidos fue en la Metropolitan Opera, Nueva York, el 4 de febrero de 1895 con Victor Maurel como Falstaff. El Gran Teatro Nacional de México vio el estreno en suelo mexicano en Octubre de 1893.
La ópera aún se representa con frecuencia por todo el mundo. En las estadísticas de Operabase aparece la n.º 24 de las cien óperas más representadas en el período 2005-2010, siendo la 14.ª en italiano y la sexta de Verdi, después de La Traviata, Rigoletto, Aida, Nabucco y El trovador.

## Personajes

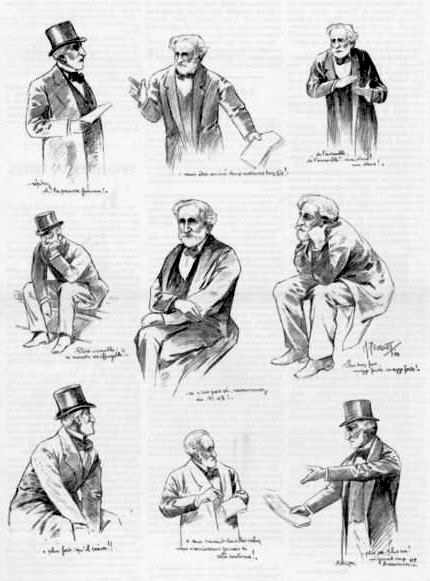
Verdi dirigiendo los ensayos de Falstaff

| Personaje                          | Tesitura       | Elenco del estreno, 9 de febrero de 1893 (Director: Edoardo Mascheroni) |
| ---------------------------------- | -------------- | ----------------------------------------------------------------------- |
| Sir John Falstaff, caballero obeso | Barítono       | Victor Maurel                                                           |
| Mr Ford, caballero rico            | Barítono       | Antonio Pini-Corsi                                                      |
| Alice Ford, su esposa              | soprano        | Emma Zilli                                                              |
| Nannetta, su hija                  | soprano        | Adelina Stehle                                                          |
| Meg Page, dama adinerada           | mezzo-soprano  | Virginia Guerrini                                                       |
| Mrs Quickly, amiga de Alice        | contralto      | Giuseppina Pasqua                                                       |
| Fenton, enamorado de Nannetta      | tenor          | Edoardo Garbin                                                          |
| Dr Cajus, prometido de Nannetta    | tenor          | Giovanni Paroli                                                         |
| Bardolfo, secuaz de Falstaff       | tenor          | Paolo Pelagelli-Rossetti                                                |
| Pistola, secuaz de Falstaff        | bajo           | Vittorio Arimondi                                                       |
| Posadero                           | personaje mudo | Attilio Pulcini                                                         |
| Robin, paje de Falstaff            | personaje mudo |                                                                         |

## Argumento
La acción se desarrolla en Windsor, durante el reinado de Enrique IV, al comienzo del siglo XV, 1399 a 1413.

### Acto I
Escena 1:
Taberna de la Jarretera.

El anciano y corpulento Sir John Falstaff está rodeado por sus sirvientes, Bardolfo y Pistola, y la posadera. Llega el Dr. Caius y le acusa de robo, pero el excitado doctor pronto es expulsado. Falstaff entrega dos cartas a cada uno de los sirvientes para que se las lleve a dos bellas damas, casadas y ricas, la señora Alice Ford y la señora Meg Page. En estas dos cartas de amor, que resultan ser completamente idénticas, Falstaff profesa su amor por cada una de ellas, aunque es realmente el dinero de sus maridos lo que él ansía. Sus criados Bardolfo y Pistola lo rechazan, aduciendo que su "honor" les impide obedecerle. Falstaff responde irónicamente enfrentándose a sus honorables servidores y les grita (L'onore! Ladri! Voi state ligi all’onor vostro, voi!  / "¡El honor! ¡Bandidos! Estáis ligados por vuestro honor...") y les manda fuera de su vista. Finalmente, Falstaff envía las cartas a través de un paje.
Escena 2:
Jardín de los Ford.

Alice y Meg han recibido las dos cartas idénticas de Falstaff, esta circunstancia les provoca desdén y gracia, por lo que, junto a la sirvienta Quickly y a Nannetta (la hija de Alice, enamorada del joven Fenton, pero comprometida por su padre con el pedante Doctor Cajus), deciden burlar al insolente caballero, tal que no le queden ganas de comportarse como ardiente seductor.
Por otro lado, el señor Ford y el doctor Cajus han sido informados por los sirvientes de Falstaff de las intenciones del patrón. Los tres desean vengarse. Encontrándose a solas por una vez, le sigue un breve dúo de amor entre Fenton (un empleado de Ford) y Nannetta. Las mujeres regresan a casa y le piden a la señora Quickly que invite a Falstaff a un encuentro con Alice. El hombre también llega a la escena, y Bardolfo y Pistola son persuadidos para presentar Ford a Falstaff, pero bajo un nombre falso.

### Acto II
Escena 1:
Taberna de la Jarretera.

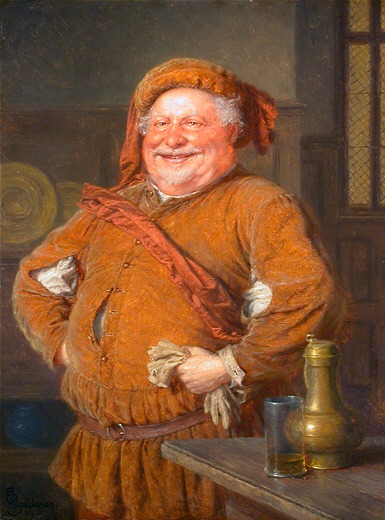
Falstaff en una pintura de Eduard von Grützner

Bardolfo y Pistola (ahora al servicio de Ford), fingen rogar el perdón por sus pasadas transgresiones, anuncian a su maestro la llegada de la señora Quickly, quien le da un mensaje de Alice: la dama ha recibido la carta y lo espera en su casa «entre las dos y las tres», la hora en la cual el marido está ausente. Ella también le da una respuesta por la señora Page y asegura a Falstaff que ninguna es consciente de la invitación de la otra. Falstaff celebra su próximo éxito (Va, vecchio John / "Ve, viejo John, sigue tu camino").
Luego que la señora Quickly ha partido, se presenta Ford, bajo el nombre falso de Señor Fontana, ofreciéndole dinero a Falstaff para que recurra a sus renombradas artes amatorias y conquiste a la señora Ford. Falstaff queda sorprendido por la petición, "Fontana" le dice que si la señora Ford ha perdido ya su virtud, accederá finalmente a entregarse también a él. Falstaff naturalmente acepta, seducido además por la oferta de una rica paga, y asegura al falso señor Fontana que en media hora, ni bien su marido haya salido de casa, Alice caerá entre sus brazos. Por lo tanto va a vestirse y a embellecerse para la cita romántica.
Mientras se viste en sus ropas más fastuosas, Ford se siente consumido por los celos (È sogno o realtà? / "¿Es un sueño o realidad?"), después decide irrumpir en su propia casa con sus hombres para sorprender a los adúlteros.
Escena 2:
Salón de casa de Ford.

Las tres mujeres traman su estrategia (Gaie Comari di Windsor / "Alegres comadres de Windsor, ¡ha llegado el momento!"). Nanetta también averigua que su padre planea casarla con el doctor Caius, pero todas las mujeres declaran que eso no ocurrirá. La señora Quickly anuncia la llegada de Falstaff, la señora Ford ha preparado con antelación una gran canasta. Los intentos de Falstaff de seducir a Alice con cuentos sobre sus glorias pasadas (Quand'ero paggio del Duca di Norfolk / "Cuando yo era paje del duque de Norfolk...") se ven cortadas en seco, en cuanto la señora Quickly avisa de la llegada del señor Ford.
Cuando el enojado Ford y sus amigos aparecen con la pretensión de pillar a Falstaff con las manos en la masa, se esconde primero detrás de una pantalla y luego las damas esconden al caballero en la canasta. Mientras tanto, Fenton y Nannetta se han escondido detrás de la pantalla. Al regresar de su búsqueda de Falstaff, los hombres oyen un beso detrás de la pantalla. En lugar de encontrarse con Falstaff, Ford descubre a su hija Nannetta besándose con Fenton. Ford le ordena que se vaya, y mientras tanto Falstaff se ha estado quejando de que él está sudando demasiado dentro de la canasta. Cuando los hombres de nuevo emprenden la búsqueda, las mujeres ordenan que tiren el canasto a una zanja, a través de la ventana, entre medio de las risas de todos los presentes.

### Acto III
Escena 1:.
Exterior de la taberna.

En un estado de ánimo sombrío, Falstaff maldice el lamentable estado del mundo. Sin embargo, un ponche caliente de vino y especias mejora su ánimo. Alice revela al marido la verdad y todos - varones y mujeres - se confabulan para jugarle a Falstaff una última y espectacular burla: la comadre Quickly acusa a los criados de lo que le había ocurrido y lo convence a encontrarse en una segunda cita con Alice y Meg, a medianoche, en el parque Herne's Oak, vestido como Herne el Cazador, esto es, el Cazador Negro. Aunque al principio duda, Falstaff promete ir. Entra en la casa con la señora Quickly, y los hombres y las mujeres planean su castigo.
En el reparto de roles, a Nannetta le toca la Reina de las hadas, y el padre pretende aprovecharse de la confusión para desposarla con el viejo Dr. Cajus; mientras explica en voz baja al doctor, indicándole también el traje que deberá usar, es oído por casualidad por Mrs. Quickly, que inmediatamente advierte a la joven.
Escena 2:
Herne's Oak en el parque de Windsor a medianoche, a la luz de la Luna.

Fenton llega al roble y canta sobre su felicidad (Dal labbro il canto estasiato vola / "De mis labios, sale volando mi canción de éxtasis") acabando con "Labios que son besados no pierden nada de su atractivo" (Bocca baciata non perde ventura). Entra Nanetta para acabar el verso con "De hecho, lo renuevan, como la luna"  (Anzi rinnova come fa la luna). Las mujeres llegan y disfrazan a Fenton como un monje, diciéndole que han arreglado las cosas de manera que harán fracasar los planes del doctor Caius.
Llega Falstaff, disfrazado de Cazador Negro, con dos cuernos en la cabeza, y empieza a contar las campanadas del reloj (Una, due, tre, quattro / "Uno, dos, tres, cuatro"). Entra Alice. Falstaff intenta abrazarla, pero ella lo rehuye, diciendo que Meg la sigue. Meg grita fuera de escena, pidiendo ayuda y anunciando que se acerca un aquelarre. Esto interrumpe el encuentro galante de Falstaff con la señora Ford. Ella escapa y Falstaff se esconde junto al roble.
Entra Nanetta, interepretando el papel de Reina de las Hadas, junto con otras jóvenes disfrazadas de hadas. La "Reina de las Hadas" instruye a sus ayudantes (Sul fil d'un soffio etesio / "En brazos de una brisa fragante...") antes de que el resto de los personajes lleguen a escena.
Disfrazados de criaturas fantásticas, todos los habitantes de Windsor envuelven al seductor, mientras una ronda de hadas y duendes (los niños de Windsor) lo atormenta y lo incita a confesar sus pecados y arrepentirse. Finalmente Falstaff reconoce al sirviente Bardolfo y comprende que ha sido engañado una vez más. Se revela la identidad de Fontanta-Ford y la broma que le han jugado las mujeres. Falstaff reconoce que ha recibido lo que se merecía (Incomincio ad accorgermi d'esser stato un somaro / Empiezo a darme cuenta de que he sido un burro).
Ford anuncia que se va a llevar a cabo una boda. Bardolfo se acerca del brazo de la "Reina de las Hadas" y Alice presenta a una segunda pareja que "por coincidencia" pide que se les case en aquel momento también. Ford realiza la ceremonia. El doctor Caius se encuentra con que, en lugar de Nannetta, se ha casado con Bardolfo, que también está vestido con el disfraz de Reina de las Hadas, y Ford descubre que, sin pretenderlo, ha casado a Fenton y Nannetta. 
Sin embargo, la ópera finaliza con alegría: Ford se resigna y consiente el matrimonio de Nannetta y Fenton e invita a todos a una cena; y Falstaff, encantado con el hecho de no ser el único engañado, proclama en una fuga, que todo el mundo canta, la moraleja de la historia: «Todo en el mundo es burla» (Tutto nel mondo è burla... Tutti gabbati! / "Todo en el mundo es burla.. ¡Todos engañados!").

## Arias destacadas
- L'onore! Ladri! - monólogo de Sir John Falstaff, en Acto I, Escena 1
- È sogno? o realtà - monólogo de Ford, en Acto II, Escena 1
- Va, vecchio John - Sir John Falstaff, en Acto II, Escena 1
- Quand'ero paggio del Duca di Norfolk - arieta de Sir John Falstaff, en Acto II, Escena 2
- Ehi! Taverniere - monólogo de Sir John Falstaff, en Acto III, Escena 1
- Quando il rintocco della mezzanotte - relato de Quickly, en Acto III, Escena 1
- Dal Labbro il canto estasiato vola - romanza de Fenton, en Acto III, Escena 2
- Sul fil d'un soffio etesio - romanza de Nannetta, en Acto III, Escena 2
- Tutto nel mondo è burla - fuga final, en Acto III, Escena 2

## Estructura de la ópera

### Acto I
- Parte I - El interior de la hostería de la Jarretera
  - Falstaff! - Olà! - Sir John Falstaff!! (Dr. Cajus, Bardolfo, Pistola, Falstaff)
  - Cessi l'antifona. - So che andiam, la notte (Bardolfo, Pistola, Falstaff)
  - V'è noto un tal, qui del paese (Bardolfo, Pistola, Falstaff)
  - L'Onore! Ladri. (Bardolfo, Pistola, Falstaff)
- Parte II - Jardín
  - Alice. - Meg. - Nannetta (Alice, Nannetta, Meg, Mrs. Quickly)
  - È un ribaldo, un furbo, un ladro (Fenton, Dr. Cajus, Bardolfo, Ford, Pistola)
  - Pst, pst, Nannetta. Vien qua. - Taci. Che vuoi? (Nannetta, Fenton)
  - Falstaff m'ha canzonata (Alice, Nannetta, Meg, Mrs. Quickly)
  - Torno all'assalto. - Torno alla gara (Nannetta, Fenton)
  - Udrai quanta egli sfoggia magniloquenza altera (Fenton, Dr. Cajus, Bardolfo, Ford, Pistola)
  - Quell'otre! Quel tino! (Alice, Nannetta, Meg, Mrs. Quickly)
  - Qui più non si vagoli... (Alice, Nannetta, Meg, Mrs. Quickly)

### Acto II
- Parte I - El interior de la hostelería de la Jarretera
  - Siam pentiti e contriti (Bardolfo, Pistola, Falstaff)
  - Reverenza! - Buon giorno, buona donna (Mrs. Quickly, Falstaff)
  - Alice è mia! - Va', vecchio John, va', va' per la tua via (Falstaff)
  - Padron, di là c'è un certo Messer Mastro Fontana (Bardolfo, Falstaff)
  - Signore, v'assista il cielo! (Ford, Falstaff)
  - È sogno? o realtà?... (Ford)
  - Eccomi qua. Son pronto (Ford, Falstaff)
- Parte II - Una sala en la casa de Ford
  - Presenteremo un bill, per una tassa (Alice, Meg, Mrs. Quickly)
  - Giunta all'Albergo della Giarrettiera (Alice, Meg, Mrs. Quickly)
  - Nannetta, e tu non ridi? Che cos'hai? (Alice, Nannetta, Meg, Mrs. Quickly)
  - Gaie comari di Windsor! è l'ora! (Alice, Nannetta, Meg, Mrs. Quickly)
  - Alfin t'ho colto, raggiante fior (Alice, Falstaff)
  - Quand'ero paggio del Duca di Norfolk (Alice, Falstaff)
  - Signora Alice! (Alice, Meg, Mrs. Quickly, Falstaff)
  - Signora Alice! Vien Mastro Ford! Salvatevi! (Alice, Meg, Mrs. Quickly, Falstaff)
  - Chiudete le porte! Sbarrate le scale! (Alice, Meg, Mrs. Quickly, Fenton, Dr. Cajus, Bardolfo, Ford, Pistola, Falstaff)
  - Che chiasso! - Quanti schiamazzi! (Nannetta, Fenton)
  - Al ladro! - Al pagliardo! (Dr. Cajus, Bardolfo, Ford, Pistola)
  - Se t'agguanto! - Se ti piglio! (Alice, Meg, Mrs. Quickly, Dr. Cajus, Bardolfo, Ford, Pistola)
  - Ned! - Will! - Tom! - Isaac! (Alice, Nannetta, Meg, Mrs. Quickly)

### Acto III
- Parte I - Una placita
  - Ehi! Taverniere! Mondo ladro. - Mondo rubaldo (Falstaff)
  - Reverenza. La bella Alice... (Mrs. Quickly, Falstaff)
  - Legge. - Vedrai che ci ricasca (Alice, Nannetta, Meg, Mrs. Quickly, Fenton, Dr. Cajus, Bardolfo, Ford, Pistola, Falstaff)
  - Quando il rintocco della mezzanotte... (Alice, Nannetta, Meg, Fenton, Dr. Cajus, Bardolfo, Ford, Pistola)
  - Non temer, tu sposerai mia figlia (Dr. Cajus, Ford)
- Parte II - El parque de Windsor
  - Dal labbro il canto estasïato vola (Nannetta, Fenton)
  - Nossignore! Tu indossa questa cappa (Alice, Nannetta, Mrs. Quickly, Fenton)
  - Una, due, tre, quattro, cinque, sei, sette botte (Falstaff)
  - Odo un soave passo! Alice! Amor ti chiama! (Alice, Falstaff)
  - Un grido! Ahimè! - Vien la tregenda! (Alice, Meg, Falstaff)
  - Ninfe! Elfi! Silfi! Doridi! Sirene! (Alice, Nannetta, Falstaff, Fate)
  - Sul fil d'un soffio etesio (Nannetta, Fate, Falstaff)
  - Alto là! - Chi va là? - Pietà! (Alice, Nannetta, Meg, Mrs. Quickly, Fenton, Dr. Cajus, Bardolfo, Ford, Pistola, Falstaff)
  - Nitro! Catrame! Solfo!!! (Alice, Nannetta, Meg, Mrs. Quickly, Fenton, Dr. Cajus, Bardolfo, Ford, Pistola, Falstaff)
  - Tutto nel mondo è burla (Alice, Nannetta, Meg, Mrs. Quickly, Fenton, Dr. Cajus, Bardolfo, Ford, Pistola, Falstaff)

## Orquesta
Verdi incluyó en la orquesta para Falstaff:
- 3 Flautas (3.ª doblando a flautín),
- 2 Oboes,
- Corno Inglés,
- 2 Clarinetes,
- Clarinete bajo,
- 2 Fagotes,
- 4 Trompas o Cornos,
- 3 Trompetas,
- 3 Trombones,
- Tuba,
- Timbales,
- Percusión (Triángulo, Platillos, Bombo),
- Arpa,
- Cuerdas.
- Desde el palco, Guitarra, Trompa natural ("sin llaves", como viene indicado en la partitura) yCampana.

## Grabaciones
| Año  | Elenco (Falstaff, Ford, Fenton, Mrs. Ford, Mistress Quickly)                            | Director, Teatro de ópera y orquesta                                                                                          | Sello discográfico                            |
| ---- | --------------------------------------------------------------------------------------- | --- | --------------------------------------------- |
| 1932 | Giacomo Rimini, Emilio Ghirardini, Roberto D'Alessio, Pia Tassinari, Aurora Buades      | Lorenzo Molajoli, Coro y orquesta del Teatro de La Scala                                                                      | Audio CD: Naxos Records Cat: 8.110198-99      |
| 1950 | Giuseppe Valdengo, Frank Guarrera, Antonio Madasi, Herva Nelli, Cloe Elmo               | Arturo Toscanini, Orquesta Sinfónica de la NBC                                                                                | Audio CD: RCA Cat: B00004R8ME                 |
| 1957 | Tito Gobbi, Rolando Panerai, Luigi Alva, Elisabeth Schwarzkopf, Fedora Barbieri         | Herbert von Karajan, Coro y Orquesta Philharmonia                                                                             | Audio CD: EMI Classics Cat: CDM 5 67083 2     |
| 1963 | Geraint Evans, Robert Merrill, Alfredo Kraus, Ilva Ligabue, Giulietta Simionato         | Georg Solti, Coro y orquesta de la RCA Italiana                                                                               | Audio CD: Decca Cat: B000787WWE               |
| 1966 | Dietrich Fischer-Dieskau, Rolando Panerai, Juan Oncina, Ilva Ligabue, Regina Resnik     | Leonard Bernstein, Filarmónica de Viena y Coro de la ópera del Estado de Viena                                                | Audio CD: CBS Masterworks Cat: 01-042535-10   |
| 1976 | Donald Gramm, Benjamin Luxon, Max-René Cosotti Kay Griffel, Nucci Condò                 | John Pritchard, Orquesta Filarmónica de Londres y coro del Festival de Glyndebourne; Director de escena: Jean-Pierre Ponnelle | Video (DVD, NTSC) Arthaus Musik Cat: 101 083  |
| 1980 | Giuseppe Taddei, Rolando Panerai, Francisco Araiza, Raina Kabaivanska, Christa Ludwig   | Herbert von Karajan, Orquesta Filarmónica de Viena                                                                            | Audio CD: Philips Cat: B00000E2SL             |
| 1982 | Renato Bruson, Leo Nucci, Dalmacio González, Katia Ricciarelli, Lucia Valentini Terrani | Carlo Maria Giulini, Orquesta Filarmónica de Los Ángeles                                                                      | Audio CD: Deutsche Grammophon Cat: B000001G4L |
| 2001 | Bryn Terfel, Thomas Hampson, Danil Shtoda, Adrianne Pieczonka, Larissa Diadkova         | Claudio Abbado, Coro y orquesta Filarmónica de Berlín                                                                         | Audio CD: DGG Cat: 289 471 194-2              |